# 中瀬 (千葉市)
中瀬（なかせ）とは、千葉県千葉市美浜区の地名である。現行行政地名は中瀬一丁目および中瀬二丁目。郵便番号は261-0023。幕張新都心の地域である。

## 地理
南西に美浜、南から東にかけてひび野、北東から北に若葉がある。

## 小・中学校の学区
学区は以下の通りとなる。
| 丁目       | 番地 | 小学校               | 中学校               |
| ---------- | ---- | -------------------- | -------------------- |
| 中瀬一丁目 | 全域 | 千葉市立幕張南小学校 | 千葉市立幕張西中学校 |
| 中瀬二丁目 | 全域 | 千葉市立打瀬小学校   | 千葉市立打瀬中学校   |

## 施設
- ワールドビジネスガーデン
- 幕張メッセ
- NTT幕張ビル
- 幕張テクノガーデン
- 田辺三菱製薬 千葉支店
- イオンタワー

## 交通

### 鉄道
町内をJR東日本京葉線が通る。